# Funeral de Victor Hugo

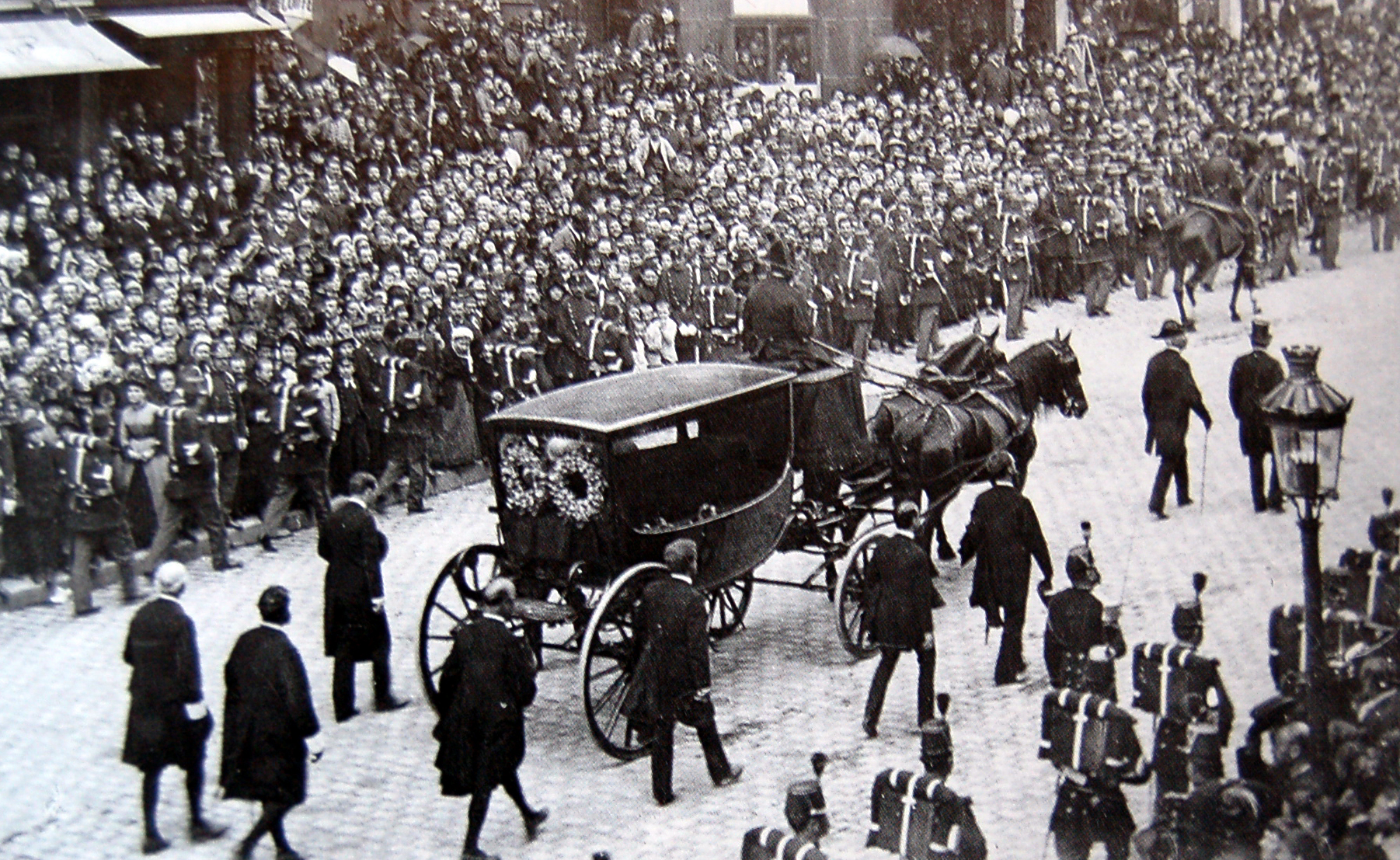
A multidão se reuniu na passagem da procissão

O escritor francês Victor Hugo morreu em Paris em 22 de maio de 1885, com 83 anos de idade. Em seu testamento, ele especificou: "Dou cinquenta mil francos aos pobres. Eu quero ser levado para o cemitério em seu carro funerário. Eu recuso a oração de todas as igrejas; Eu peço uma oração a todas as almas. Eu acredito em Deus."

## Victor Hugo, ícone republicano
Em 1885, Victor Hugo incorpora a imagem do Grande Homem, tanto "uma personalidade profundamente democrática, cujo único título de grandeza era o humilde serviço à humanidade, cidadão e pai", e herói romântico e solitário, teimoso oponente do Segundo Império desde seu exílio em Guernsey. Sua longevidade também o levou a "viver na imortalidade", dando-lhe "a figura absoluta do avô", e a dedicação de livros didáticos, em uma França onde a educação primária se democratizou.
De acordo com a imprensa da época, o anúncio da morte do poeta deu origem a manifestações de luto popular: "Os trabalhadores descobriram respeitosamente, os velhos começaram a chorar silenciosamente, grandes senhoras dando voltas às mulheres do povo" uniram-se a eles no mesmo sentimento de desespero. " Bandeiras tricolores foram vistas aparecendo nas janelas, usando uma fita crepe. No sábado, 23, dezessete jornais de Paris apareceram com uma moldura preta na primeira página, e Le Rappel (jornal fundado por iniciativa de Victor Hugo) continuou a lamentar até o dia do funeral.

## Funeral nacional
Em 24 de maio de 1885, a Câmara dos Deputados aprovou a organização de funerais nacionais por esmagadora maioria: 415 votos de 418. O enterro foi inicialmente planejado no cemitério Père-Lachaise, onde a família Hugo comprou um jazigo. A proposta de Anatole de La Forge de enterrá-lo no Panteão, que o Segundo Império restaurara para adorar, deu origem a intensa controvérsia. O governo apoiará esta proposta por um decreto publicado no Jornal Oficial de quarta-feira, 27 de maio. É seguindo este decreto que o Panteão será permanentemente dessacralizado.[carece de fontes?]
Seu caixão é exposto uma noite sob o Arco do Triunfo, velado no preto, e no dia seguinte, 1 de junho de 1885, a cerimônia começa às 10:30 com o tiro de 21 explosões do Hôtel des Invalides. 19 oradores farão discursos, representantes do Estado e autoridades públicas falaram ao Arco do Triunfo. Representantes de organizações artísticas e estrangeiras ao Panteão. A procissão sai às 11:30, terminando às 19h. À frente da procissão, em frente ao caixão e à família, caminharam 12 jovens poetas escolhidos pela família, uma delegação de Besançon, berço do poeta, uma delegação de imprensa e quatro sociedades artísticas. 1168 delegações de empresas e vários círculos se inscreveram para participar do desfile. A procissão desce a Avenue des Champs-Élysées, passa pela Praça da Concórdia, em seguida, toma a boulevard Saint-Germain e boulevard Saint-Michel antes de entrar na rua Soufflot, que leva ao Panteão.
Escolas e teatros subsidiados foram fechados, mas nesta segunda-feira, 1 de junho de 1885 não foi declarado um feriado. Apesar disso, uma grande multidão de quase dois milhões de pessoas comparece ao funeral.[carece de fontes?]

## Na literatura
Em Les Déracinés, de Maurice Barrès, François Sturel, um dos personagens, passa a noite na Praça Charles de Gaulle assistindo ao caixão de Victor Hugo e depois participa do funeral.
- Victor Hugo vient de mourir de Judith Perrignon, 2015, Éditions Pocket
- Les Funérailles de Victor Hugo, de Marc Bressant, 2012, Michel de Maule.